# Ruta and Daitya
Ruta and Daitya è un album in studio del pianista Keith Jarrett e del batterista Jack DeJohnette, pubblicato nel 1973.

## Tracce
1. Overture/Communion - 6:00
2. Ruta and Daitya - 11:14
3. All We Got - 2:00
4. Sounds of Peru/Submergence/Awakening - 6:31
5. Algeria - 5:47
6. You Know, You Know - 7:44
7. Pastel Morning - 2:04